# Some of My Best Friends Are DJs
 (mars 2023).
Si vous disposez d'ouvrages ou d'articles de référence ou si vous connaissez des sites web de qualité traitant du thème abordé ici, merci de compléter l'article en donnant les références utiles à sa vérifiabilité et en les liant à la section « Notes et références ».
Albums de Kid Koala
Carpal Tunnel Syndrome
(2000) Live From the Short Attention Span Audio Theatre Tour
(2005)
Some of My Best Friends Are DJs est le second album du Dj/Turntablist Kid Koala. Il est sorti en octobre 2003 sous le label anglais Ninja Tune.

## Liste des pistes
Les seize pistes de cet album sont :
1. Strat Hear
2. Basin Street Blues
3. Radio Nufonia
4. Stompin' at Le Savoi
5. Space Cadet 2
6. Grandmaphone Speaks
7. Skanky Panky
8. Flu Season
9. Robochacha
10. Elevator Hopper
11. Annie's Parlour
12. On the Set of Fender Bender
13. More Dance Music
14. Vacation Island
15. Negatron Speaks
16. Basin Street Blues